# Гізарна
Гізарна (the Iron One, Hisama of Troy, Hisarna, Isama, The Iron One) — конунг готів під час їх переселення у Північне Причорномор'я.
Народився близько 150 р. у Готікскандзі (сучасна Польща), помер близько 210 р. в Скіфії (Північне Причорномор'я, теперішня Україна).
Король готів в 195—210 рр.
Син Амала Вдалого.
Батько Остроготи, короля готів.